# Australian Open de 1971
O Australian Open de 1971 foi um torneio de tênis disputado nas quadras de grama do White City Tennis Club, em Sydney, na Austrália, entre 8 e 14 de janeiro. Corresponde à 3ª edição da era aberta e à 59ª de todos os tempos.

## Finais

### Profissional
| Categoria | Evento    | Campeã(s)(o/ões)                       | Vice-campeã(s)(o/ões)     | Resultado     | Chave(s)  | Chave(s)       |
| --------- | --------- | -------------------------------------- | ------------------------- | ------------- | --------- | -------------- |
| Simples   | Masculino | Ken Rosewall                           | Arthur Ashe               | 6–1, 7–5, 6–3 | principal | qualificatório |
| Simples   | Feminino  | Margaret Court                         | Evonne Goolagong Cawley   | 2–6, 7–6, 7–5 | principal | qualificatório |
| Duplas    | Masculino | John Newcombe Tony Roche               | Tom Okker Marty Riessen   | 6–2, 7–6      | principal | principal      |
| Duplas    | Feminino  | Margaret Court Evonne Goolagong Cawley | Jill Emmerson Lesley Hunt | 6–0, 6–0      | principal | principal      |

### Juvenil
| Categoria | Evento    | Campeã(s)(o/ões)          | Vice-campeã(s)(o/ões) | Resultado | Chave(s)  | Chave(s)       |
| --------- | --------- | ------------------------- | --------------------- | --------- | --------- | -------------- |
| Simples   | Masculino | Cliff Letcher             |                       |           | principal | qualificatório |
| Simples   | Feminino  | Pat Coleman               |                       |           | principal | qualificatório |
| Duplas    | Masculino | S. Marks Michael Phillips |                       |           | principal | principal      |
| Duplas    | Feminino  | Pat Edwards Janice Whyte  |                       |           | principal | principal      |